# Alfabet búlgar

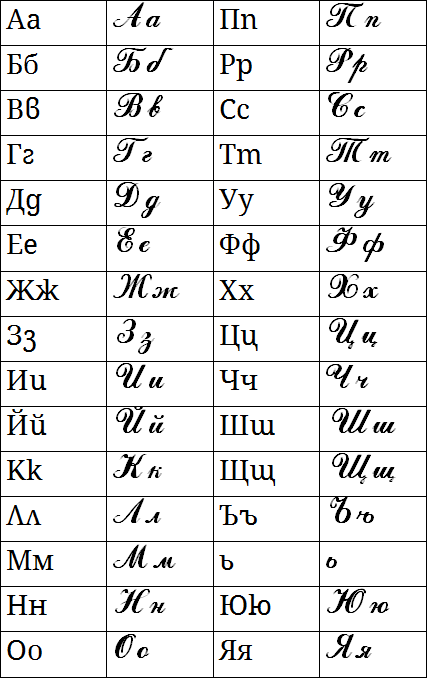
L'alfabet búlgar, incloent formes en cursiva de les lletres

L'alfabet búlgar, búlgar: българскa азбука bàlgarska àzbuka, s'utilitza per escriure la llengua búlgara.

## Història
A l'any 886, l'Imperi búlgar va introduir l'alfabet glagolític, ideat pels sants Ciril i Metodi pels volts del 850. L'alfabet glagolític va ser reemplaçat gradualment en segles posteriors per l'alfabet ciríl·lic, desenvolupat al voltant de l'Escola literària de Preslav, Bulgària a principis del segle x.
Es van utilitzar diversos alfabets ciríl·lics, de 28 a 44 lletres, a principis i mitjans del segle xix durant els esforços sobre la codificació del búlgar modern fins que un alfabet amb 32 lletres, proposat per Marin Drinov, va guanyar protagonisme en la dècada de 1870: va ser utilitzat fins a la reforma ortogràfica de 1945, quan les lletres Ѣ, ѣ (anomenades ят "iat" o двойно е/е-двойно "doble e") i Ѫ, ѫ (anomenades Голям юс "gran ius", голяма носовка "signe nasal gran", ъ кръстато "ъ creuada" o широко ъ "ъ ampla"), foren eliminades de l'alfabet, la qual cosa va reduir el nombre de lletres a 30.

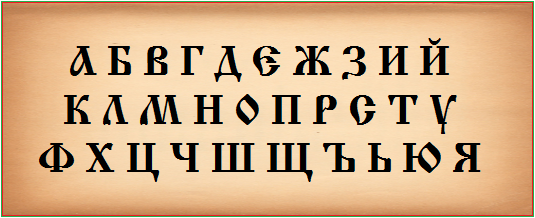
Alfabet búlgar

Amb l'adhesió de Bulgària a la Unió Europea l'1 de gener de 2007, l'alfabet ciríl·lic es va convertir en el tercer alfabet oficial de la Unió Europea, després dels alfabets grec i llatí.

## Llista
La taula següent proporciona les lletres de l'alfabet búlgar, juntament amb els valors de l'AFI per al so de cada lletra. La transliteració llistada a la columna de transliteració oficial (coneguda com a sistema simplificat) és oficial a Bulgària i figura en el diccionari ortogràfic oficial (2012). Per a altres normes de transliteració vegeu sistema directe de transliteració de l'alfabet búlgar. L'equivalència en català és la transcripció utilitzada habitualment en els articles sobre Bulgària de la Viquipèdia en català.
| Alfabet búlgar | ISO 9 | Transliteració oficial | AFI                                                             | Nom de la lletra | Equivalent en català                                                      |
| -------------- | ----- | ---------------------- | --------------------------------------------------------------- | ---------------- | ------------------------------------------------------------------------- |
| А а (а)        | А а   | А а                    | /a/ o /ɐ/                                                       | a                | a com a "angle"                                                           |
| Б б            | B b   | B b                    | /b/ o /p/                                                       | бъ               | b com a "bull""                                                           |
| В в (в)        | V v   | V v                    | /v/ o /f/                                                       | въ               | v, com en francès "verre"                                                 |
| Г г (г)        | G g   | G g                    | /ɡ/ o /k/                                                       | гъ               | g com a "gat"                                                             |
| Д д (д, )      | D d   | D d                    | /d/ o /t/                                                       | дъ               | d com a "dit"                                                             |
| Е е            | E e   | E e                    | /ɛ/                                                             | е                | e com a "terra"                                                           |
| Ж ж            | Ž ž   | Zh zh                  | /ʒ/ o /ʃ/                                                       | жъ               | j com a "jonc"                                                            |
| З з            | Z z   | Z z                    | /z/ o /s/                                                       | зъ               | z com a "zoològic"                                                        |
| И и (и)        | I i   | I i                    | /i/                                                             | и                | i com a "vista"                                                           |
| Й й (й)        | J j   | Y y                    | /j/                                                             | и кратко         | i semivocal com a "llei"                                                  |
| К к            | K k   | K k                    | /k/ o /ɡ/                                                       | къ               | k com a "kàiser"                                                          |
| Л л (л)        | L l   | L l                    | / l / abans de е i и, / ʎ / abans de ю, я i ь o / ɫ / onsevulla | лъ               | l com a "lupa"                                                            |
| М м            | M m   | M m                    | /m/                                                             | мъ               | m com a "mama"                                                            |
| Н н            | N n   | N n                    | /n/                                                             | нъ               | n com a "normal"                                                          |
| О о            | O o   | O o                    | /ɔ/ o /o/                                                       | о                | o com a "orfe"                                                            |
| П п (п)        | P p   | P p                    | /p/                                                             | пъ               | p com a "papa"                                                            |
| Р р            | R r   | R r                    | /r/                                                             | ръ               | r com a "restaurant"                                                      |
| С с            | S s   | S s                    | /s/ o /z/                                                       | съ               | s com a "so"                                                              |
| Т т (т)        | T t   | T t                    | /t/ o /d/                                                       | тъ               | t com a "torre"                                                           |
| У у            | U u   | U u                    | /u/, /o/ o /w/                                                  | y                | u com a "únic"                                                            |
| Ф ф            | F f   | F f                    | /f/                                                             | фъ               | f com a "foc"                                                             |
| Х х            | H h   | H h                    | /x/                                                             | хъ               | h com a "hobby"                                                           |
| Ц ц (ц)        | C c   | Ts ts                  | /t͡s/                                                            | цъ               | ts com a "fets"                                                           |
| Ч ч            | Č č   | Ch ch                  | /t͡ʃ/                                                            | чъ               | tx com a "esquitx", "ratxa"                                               |
| Ш ш (ш)        | Š š   | Sh sh                  | /ʃ/                                                             | шъ               | ix /x com a "peix", "faixa"                                               |
| Щ щ (щ)        | Št št | Sht sht                | /ʃt/                                                            | щъ               | ixt com a "Ixtar"                                                         |
| Ъ ъ            | Ǎ ǎ   | A a                    | /ɤ/ o /ɐ/                                                       | ер голям         | ɐ com la vocal neutra de "Barcelona" en la pronúncia del català barceloní |
| Ь ь            | '     | Y y                    | /j/ o no pronunciat                                             | ер малък         | Signe tou: i com en "avió"                                                |
| Ю ю            | Ju ju | Yu yu                  | /ju/, /jo/, /u/ o /o/                                           | ю                | iu com a "iuca"                                                           |
| Я я            | Ja ja | Ya ya                  | /ja/, /jɐ/, /a/ o /ɐ/                                           | я                | ia com a "iambe"                                                          |

1. ↑  Els caràcters minúsculs ciríl·lics en cursiva es mostren entre claudàtors quan semblen significativament diferents del tipus roman corresponent.
2. ↑  Per a д i д i  s'utilitzen com a formes cursives.
3. 1 2 3 4 5  La romanització d'aquests caràcters difereix de la versió actual, ISO 9: 1995, ja que mai no va ser adoptada oficialment com una romanització estàndard.

La majoria de les lletres de l'alfabet búlgar són només un so específic. Tres lletres representen sons escrits en català amb dues o més lletres. Aquestes lletres són щ (ixt), ю (iu) i я (ia). Hi ha dos sons addicionals escrits, com en català, amb dues lletres: aquests són дж (/dʒ/) com a "jutge" i дз (/dz/) com a "atzembla". La lletra ь marca la palatalització de qualsevol consonant (excepte ж, ч i ш) abans de la lletra о, ю i я després que les consonants marquen la palatalització de la consonant precedent, a més de representar les vocals /u/ i /a/. Com en català, una lletra que representa una consonant sonora pot representar la seva contrapart sorda i viceversa quan s'ajunta amb una consonant sorda o sonora, respectivament, o quan una consonant sonora és la consonant final en una síl·laba, per exemple: вторник /ftɔrnik/ "dimarts", нож /nɔʃ/ "ganivet", сграда /zɡradɐ/ "edifici", сватба /svadbɐ/ "casament".
Els noms de la majoria de les lletres són representacions simples dels seus valors fonètics, amb consonants seguides de /ɤ/ – llavors l'alfabet queda així: /a/ – b/ɤ/ – /vɤ/, etc. Tanmateix, el nom de la lletra Й és "i-kratko" (i curta), el nom de Ъ és "er-goliam" (ier gran), i el nom de Ь és "er-malak" (ier petita). Els parlants habitualment es refereixen a la lletra Ъ senzillament com a /ɤ/.

## Ѝ
La lletra accentuada Ѝ s'utilitza com a signe diacrític per distingir la conjunció 'и' (i) del pronom 'ѝ' (li, a ella). No es considera una lletra, sinó una forma especial d'И.

## Escriptura
Normalment, el búlgar es descriu com una llengua d'ortografia fonètica, és a dir, que les paraules s'escriuen de la manera en què es pronuncien. Això és bastant cert, però hi ha excepcions. Tres dels exemples més citats són:
- Els sons [ɐ] i [o], que només apareixen en síl·labes no accentuades, s'escriuen amb dues lletres diferents cadascun d'ells – "а" o "ъ", i "о" o "у" respectivament.
- La vocal en les terminacions verbals accentuades -a, -ат, -я i -ят i els articles definits curts accentuats -a i -я es pronuncia [ɤ]. Així, чета („llegeixo”) es pronuncia [t͡ʃeˈtɤ], i мъжа („l'home“) es pronuncia [mɐˈʒɤ].
- Com en català, les consonants sonores es pronuncien sordes quan es troben al final d'un mot o quan precedeixen una consonant sorda, p. ex. втори ("segon") es pronuncia [ˈftɔri] i град ("ciutat") es pronuncia [ˈɡrat]. De la mateixa manera, les consonants sordes se sonoritzen quan precedeixen una consonant sonora (p. e. сграда ("edifici") és [ˈzɡradɐ]. (La consonància "в" expressada és una excepció: no fa que la consonant falsa precedent es faci sentir: сватба (casament) és [ˈsvadbɐ].

### Desenvolupaments moderns
Des de l'època de l'alliberament de Bulgària a finals del segle xix, la llengua búlgara ha manllevat un gran nombre de paraules d'idiomes europeus occidentals. Totes aquestes es transcriuen fonèticament en ciríl·lic, per exemple:
- Francès - p. ex. тротоар (trottoir, vorera), тирбушон (tire-bouchon - tirabuixó, llevataps), партер (de par terre - planta baixa)
- Alemany - p. ex. бинт (Binde - embenat), багер (Bagger - excavadora), бормашина (Bohrmaschine - trepant)

Notable és la transliteració de molts noms en anglès a través de l'alemany, p. ex.:
- Washington → Вашингтон ("Vaixington"), Scotland → Шотландия ("Xotlàndia")

En els anys transcorreguts des del final del comunisme i l'ascens de la tecnologia, la tendència al manlleu s'ha traslladat principalment a l'anglès, on s'ha introduït i infiltrat una gran quantitat de terminologia relacionada amb l'ordinador, de nou, d'una manera totalment fonètica. Els exemples inclouen:
- кликвам на файла (klik-vam na fail-a) - I click on the file: "Faig clic al fitxer"
- даунлоудваш го на десктопа (daunloud-vaix go na desktop-a) - You download it onto the desktop: "Ho descarregueu a l'escriptori"
- чатим в нета (txat-im v net-a) - we chat on the net: "xategem a la xarxa"

Els neologismes relacionats amb l'ordinador solen utilitzar-se indistintament amb paraules tradicionals búlgares, p. ex. "download" i "upload" poden ser simplement свалям i качвам ("svaliam" i "katxvam" - "descàrrega i càrrega").

### Ús de l'alfabet llatí en búlgar
La inserció de paraules en anglès directament en una oració ciríl·lica búlgara, tot i fer arrufar les celles, s'ha anat fent cada cop més habitual en els mitjans de comunicació. Això es així per diverses raons, incloent -
- Escurçar el que d'altra manera seria una paraula o frase més llarga –

Янките против още US войски в Афганистан (en lloc d'американски - americà)
Els ianquis s'oposen a més tropes nord-americanes a l'Afganistan
- Per evitar la necessitat de transcriure al ciríl·lic o traduir al búlgar abreviatures ben conegudes:

Ние не сме видели края на SOPA, PIPA и ACTA (en lloc de, per exemple, СОПА, ПИПА и АКТА)
No hem vist el final de SOPA, PIPA i ACTA
Els noms de marca sovint no es transcriuen: WikiLeaks, YouTube, Skype – per oposició a Уикилийкс, Ю-Тюб, Скайп. No obstant això, no sempre és aquest el cas, com en el títol "Фейсбук vs. Гугъл" (transliteració literal: Feisbuk vs. Gugǎl). Cal esmentar aquí inconsistència, atès que, malgrat la insistència del ciríl·lic, el "vs" s'ha conservat en alfabet llatí.
El "Diccionari ortogràfic oficial de la llengua búlgara" del 2012, editat per l'Acadèmia Búlgara de les Ciències, permet que els noms propis coneguts continuïn en el seu alfabet original. Es donen les frases d'exemple, que contenen noms d'empreses de TI dels Estats Units: Yahoo, Microsoft, YouTube, PayPal, Facebook.